# Marquitos
Marcos Alonso Imaz (Santander, 16 de abril de 1933 - Santander, 6 de março de 2012), também conhecido como Marquitos, foi um futebolista espanhol que atuou como zagueiro.

## Biografia
Nascido em Santander, Espanha, jogava para a sua cidade onde nasceu do Racing de Santander. Junto com os Merengues, venceu 6 campeonatos de La Liga e cinco vezes a Copa dos Campeões da Europa (atual Liga dos Campeões), quando estava no Real Madrid, na qual ficou conhecido.
Dentre 1955 a 1960, ganhou duas partidas pela Espanha, quando estava jogando em campeonatos amistosos .
Marcos Alonso é o único jogador da história a ter um filho (Marcos Alonso) e neto (Marcos Alonso) com o mesmo nome e jogar pela mesma seleção.